# Vojta Novák
Vojta Novák (16. března 1886, Praha – 18. března 1966, Praha) byl český divadelní a filmový herec a divadelní režisér.

## Život

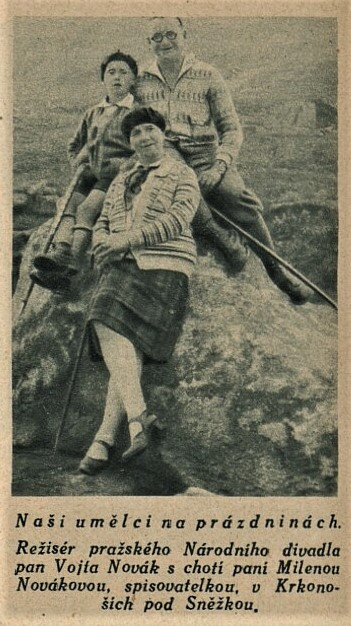
Vojta Novák s manželkou Milenou Novákovou-Malinskou a synem, Krkonoše, 1929

Narodil se v rodině univerzitního laboranta Jana Nováka a jeho manželky Marie, rozené Widemanové. Byl nejmladší ze tří dětí.
Již při středoškolských studiích ochotnicky hrál. Následně studoval na Filozofické fakultě Univerzity Karlovy v Praze a současně se školil v herectví u člena ND Richarda Schlaghammera. Od roku 1910 působil jako herec v dramatickém odboru spolku „Akademikové vinohradští“. Spolu s členy spolku režisérem a architektem Petrem Kropáčkem (umělecké jméno Pavel Neri) a výtvarníkem L. Machoněm založili ve Švandově Intimním divadle na Smíchově „Lyrické divadlo“, které se v roce 1912 změnilo na „Divadlo umění“. Od roku 1914 působil jako tajemník a režisér v Intimním divadle. V říjnu 1919 byl angažován do Národního divadla jako režisér činohry (později i opery) a působil zde do roku 1955. Na scénách Národního divadla uvedl ve své režii téměř 200 inscenací a vystoupil ve 120 rolích.
Od roku 1955 řídil dva roky Divadlo Jiřího Wolkera.
Od roku 1920 vedl Organizaci českého herectva, později byl předsedou Svazu českého herectva. Vedl časopis Divadlo, rozvíjel lidovýchovnou činnost v Dělnické akademii a režijně nastudoval slavnostní scény na třech Dělnických olympiádách. 
V letech 1916 až 1958 vystoupil v menších filmových rolích ve 20 českých filmech.
4. března 1916, se v Jičíně oženil se spisovatelkou Milenou Malinovskou-Novákovou (1888–1970); s ní měl syna Vojena Nováka (1918), operního pěvce, který vystupoval i pod jménem Vilém Noval, na scéně Národního divadla v Praze.

## Ocenění
- 1930 Státní cena
- 1953 Řád práce
- 1961 Zasloužilý člen ND

## Vybrané divadelní režie
- 1915 Karl Schönherr: Ďáblice, Národní divadlo, 9 repríz
- 1919 Alois Jirásek: Jan Žižka, Národní divadlo, 10 repríz
- 1920 Karel Čapek: Loupežník, Národní divadlo, 16 repríz
- 1920 Edmond Rostand: Cyrano de Bergerac, Národní divadlo, 12 repríz
- 1921 Karel Čapek: R.U.R., Národní divadlo, 63 repríz
- 1921 Victor Hugo: Ruy Blas, Národní divadlo, 18 repríz
- 1923 J.W.Goethe: Faust, Národní divadlo, 8 repríz
- 1923 Jaroslav Vrchlický: Noc na Karlštějně, Národní divadlo, 16 repríz
- 1924 Julius Zeyer: Radúz a Mahulena, Národní divadlo, 14 repríz
- 1925 Zdeněk Fibich, Jaroslav Vrchlický: Smír Tantalův, Národní divadlo, 9 repríz
- 1925 Karel Čapek: Loupežník, Národní divadlo, 13 repríz
- 1928 Alois Jirásek: Jan Žižka, Národní divadlo, 13 repríz
- 1929 Gerhart Hauptmann: Bobří kožich, Národní divadlo, 30 repríz
- 1931 Molière: Lakomec, Stavovské divadlo, 14 repríz
- 1932 A.P.Čechov: Tři sestry, Národní divadlo, 10 repríz
- 1935 Alois Jirásek: Lucerna, Národní divadlo, 50 repríz
- 1937 Fráňa Šrámek: Měsíc nad řekou, Stavovské divadlo, 16 repríz
- 1941 Julius Zeyer: Radúz a Mahulena, Národní divadlo, 10 repríz
- 1945 Alois Jirásek: Lucerna, Národní divadlo, 17 repríz
- 1946 G.B.Shaw: Pygmalion, Stavovské divadlo, 46 repríz
- 1946 František Langer: Obrácení Ferdyše Pištory, Stavovské divadlo, 33 repríz
- 1948 Ivan Stodola: Marína Havranová, Stavovské divadlo, 9 repríz
- 1949 G.B.Shaw: Živnost paní Warrenové, Tylovo divadlo, 105 repríz
- 1954 J.W.Goethe: Ifigenie na Tauridě, Národní divadlo, 76 repríz

## Vybrané divadelní role
- 1920 Alois Jirásek: Jan Žižka, Michal, Uherský hejtman, Národní divadlo, režie Vojta Novák
- 1923 G. B. Shaw: Pekelník, Seržant, Národní divadlo, režie Vojta Novák
- 1930 John Drinkwater: Abraham Lincoln, Mongomery Blair, Stavovské divadlo, režie Karel Dostal
- 1942 Euripides: Medeia, Vychovatel, Národní divadlo, režie Karel Dostal
- 1950 V. V. Višněvskij: Nezapomenutelný rok devatenáctý, Komisař oblasti, Národní divadlo, režie František Salzer
- 1952 K. A. Treňov: Ljubov Jarová, Baron, Tylovo divadlo, režie Antonín Dvořák
- 1954 Maxim Gorkij: Nepřátelé, Doktor, Národní divadlo, režie V. F. Dudin

## Filmografie
- 1916 Zlaté srdéčko, úředník, rež.Antonín Fencl
- 1939 Cesta do hlubin študákovy duše, prof.Vondrák, režie Martin Frič
- 1941 Hotel Modrá hvězda, psychiatr, režie Martin Frič
- 1942 Valentin Dobrotivý, ředitel, režie Martin Frič
- 1946 Housle a sen, hrabě Evžen Vilém Vrbna z Hořovic, režie Václav Krška
- 1951 Mikoláš Aleš, soused šlechtic, režie Václav Krška
- 1953 Měsíc nad řekou, abiturient děkan, režie Václav Krška
- 1954 Jan Hus, konšel, režie Otakar Vávra
- 1958 Co řekne žena, muž v Čedoku, režie Jaroslav Mach

## Zajímavost
V roce 1937 režíroval Vojta Novák na Strahovském stadiónu scénu Obrana státu–Zborov. Scéna byla předvedena v rámci oslav 20. výročí bitvy u Zborova, za přítomnosti presidenta Masaryka, předsedy poslanecké sněmovny Malypetra a předsedy senátu Soukupa.